# Ceremonia zakończenia Letnich Igrzysk Olimpijskich 2012
Ceremonia zakończenia Letnich Igrzysk Olimpijskich 2012 – wydarzenie rozpoczęło się 12 sierpnia 2012 o godz. 21 czasu BST (UTC+1) i zakończyło 13 sierpnia 2012 o godz. 00:11. Całość odbyła się na Stadionie Olimpijskim w Londynie. Motywem było A Symphony of British Music.

## Produkcja
Reżyserem i choreografem był Kim Gavin, za projektowanie odpowiadała Es Devlin, a za muzykę David Arnold. Cała trójka była zachwycona udziałem w projekcie, a Arnold stwierdził, że był to wielki zaszczyt i "jedyna okazja w życiu". Producentem wykonawczym był Stephen Daldry, a Mark Fisher był odpowiedzialny za projekt produkcji. Ceremonia kosztowała 20 milionów funtów. Wzięło w niej udział około 4 100 wykonawców, w tym 3500 dorosłych wolontariuszy, 380 uczniów z sześciu gmin oraz 250 profesjonalistów. Odbyło się około 15 prób dla wolontariuszy w Three Mills Studio oraz w pełnowymiarowej placówce w Dagenham, we wschodnim Londynie.
Na potrzeby ceremonii, stadion przerobiono na ogromną flagę Wielkiej Brytanii, odpowiadał za to Damien Hirst.

## Przebieg
Występ połączył teatr, akrobatykę, modę i kilka pokoleń muzycznych gwiazd. Na początku zaśpiewano God save the Queen. Wystąpili m.in. Ray Davies, Fatboy Slim, Jessie J, George Michael, Queen, the Spice Girls, Russell Brand i Eric Idle. Niektórzy wykonawcy odmówili występu, w tym The Rolling Stones, David Bowie, Sex Pistols, Kate Bush i The Libertines. The Spice Girls były niechętnie nastawione do wystąpienia czując, że impreza wystawiona jest przy minimalnych kosztach, jednak ich menadżer Simon Fuller zdołał je przekonać.
Królowa i książę Edynburga nie wzięli udziału w ceremonii. Przebywali oni wtedy na wakacjach. Rodzina królewska była reprezentowana przez księcia Harry'ego, księżniczkę i księżną Cambridge.
Pod koniec, na scenie w kształcie strzałki, skierowanej do Rio pojawił się Boris Johnson z flagą igrzysk, zaśpiewano hymn olimpijski i przekazano flagę do Jacquesa Rogge, który z kolei przekazał ją Eduardowi Paes, burmistrzowi Rio de Janeiro. Następnie pojawił się Pelé. Miał na sobie brazylijską koszulkę piłkarską ze swoim imieniem i numerem 10 na plecach oraz trójwymiarowy model logo Rio. Całość zakończyła się przemówieniem Sebastiana Coe i Jacquesa Rogga, podziękowaniem wolontariuszom i pokazem sztucznych ogni.

## Muzyka
Wielu artystów pojawiło się na żywo, a część to nagrania.
- Emeli Sandé – "Read All About It (część III)"
- Urban Voices Collective – "Because"
- Julian Lloyd Webber featuring London Symphony Orchestra – "Salut d'Amour"
- London Symphony Orchestra - "God Save the Queen"
- Madness featuring the Hackney Colliery Band – "Our House"
- Massed Bands of the Guards Division – "Parklife"
- Pet Shop Boys – "West End Girls"
- One Direction – "What Makes You Beautiful"
- The Beatles – "A Day in the Life"
- Ray Davies – "Waterloo Sunset"
- Emeli Sandé – "Read All About It (część III)"
- London Symphony Orchestra – "Parade of Nations/Athletes" (David Arnold cover)
- Elbow featuring Urban Voices Collective & London Symphony Orchestra – "Open Arms", "One Day Like This"
- Madness featuring Hackney Colliery Band – "Our House"
- Household Division Ceremonial State Band – "Parklife" (Blur cover)
- Pet Shop Boys – "West End Girls"
- One Direction – "What Makes You Beautiful"
- Kate Bush – "Running Up that Hill (A Deal with God) (2012 Remix)"
- David Arnold – "Medal Ceremony"
- London Symphony Orchestra – "Oh Uganda, Land of Beauty"
- Urban Voices Collective – "Here Comes the Sun" (The Beatles cover)
- Queen – "Bohemian Rhapsody"
- Liverpool Philharmonic Youth Choir featuring John Lennon – "Imagine"
- George Michael – "Freedom '90", "White Light"
- Kaiser Chiefs – "Pinball Wizard"
- David Bowie – "Space Oddity", "Changes", "Ziggy Stardust", "The Jean Genie", "Rebel Rebel", "Diamond Dogs", "Young Americans", "Let's Dance", "Fashion"
- Annie Lennox – "Little Bird"
- Ed Sheeran featuring Nick Mason, Mike Rutherford i Richard Jones – "Wish You Were Here"
- Russell Brand featuring London Symphony Orchestra – "Pure Imagination"
- Russell Brand featuring Bond – "I Am the Walrus" (The Beatles cover)
- Fatboy Slim – "Right Here, Right Now", "The Rockafeller Skank"
- Jessie J – "Price Tag"
- Tinie Tempah featuring Jessie J – "Written in the Stars"
- Taio Cruz – "Dynamite"
- Jessie J, Tinie Tempah and Taio Cruz – "You Should Be Dancing" (The Bee Gees Cover)
- Spice Girls – "Wannabe", "Spice Up Your Life"
- Beady Eye – "Wonderwall"
- Electric Light Orchestra – "Mr. Blue Sky"
- Eric Idle w towarzystwie sopranki Susan Bullock (jako Britannia), Hackney Colliery Band, London Welsh Rugby Club, Reading Scottish Pipe Band i Blackheath Morris Men – "Always Look on the Bright Side of Life"
- Muse – "Survival"
- Freddie Mercury – "Vocal Improvisation" (Na żywo na Wembley)
- Queen – "Brighton Rock"
- Queen featuring Jessie J – "We Will Rock You"
- London Symphony Orchestra – "Ýmnos is tin Eleftherían"
- London Symphony Orchestra feat. London Welsh Male Voice Choir i London Welsh Rugby Club Choir – "Olympic Hymn"
- London Symphony Orchestra – "Hino Nacional Brasileiro"
- Marisa Monte – "Bachianas Brasileiras No. 5"
- BNegão – "Maracatu Atômico" (Jorge Mautner cover)
- Seu Jorge – "Nem vem que não tem" (Wilson Simonal cover)
- Marisa Monte feat. BNegão i Seu Jorge – "Aquele Abraço" (Gilberto Gil cover)
- London Symphony Orchestra – "Extinguishing the Flame"
- Take That – "Rule the World"
- John Barry – "The John Dunbar Theme" from Dances with Wolves
- David Arnold – "Spirit of the Flame"
- The Who – składanka kompozycji: "Baba O'Riley," "See Me, Feel Me" i "My Generation"